# سيريل شامبرز
سيريل شامبرز (بالإنجليزية: Cyril Chambers)‏ هو طبيب أسنان وسياسي أسترالي، ولد في 28 فبراير 1897 في أستراليا، وتوفي في 2 أكتوبر 1975 في أستراليا. حزبياً، نشط في حزب العمال الأسترالي. وقد انتخب عضو مجلس النواب الأسترالي عن دائرة Division of Adelaide ‏ (21 أغسطس 1943 – 14 أكتوبر 1958).